# Harborview
 (mars 2023).
Si vous disposez d'ouvrages ou d'articles de référence ou si vous connaissez des sites web de qualité traitant du thème abordé ici, merci de compléter l'article en donnant les références utiles à sa vérifiabilité et en les liant à la section « Notes et références ».
Pour l’article homonyme, voir The Westin Portland Harborview.
Harborview est un quartier du centre-ville de San Diego, en Californie, aux États-Unis. Il se situe près de l'aéroport international de San Diego.